# Molly Shannon
Molly Shannon (1964. szeptember 16., Shaker Heights, Ohio) amerikai színésznő és humorista, aki a Saturday Night Live szereplőgárdájának tagja volt 1995-től 2001-ig.
Több filmben is játszott, például A Grincsben (2000), az Ozmózis Jonesban (2001), az Igorban (2008), és a Hotel Transylvania filmekben (2012–2018), utóbbiakban szinkronhangként.

## Élete
Shannon 1964. szeptember 16.-án született az ohiói Shaker Heights-ban, ír-amerikai katolikus családba. Anyja tanár volt, apja üzletvezető. Nagyszülei Írországban születtek. Négyéves korában elvesztette anyját, húgát és unokatestvérét egy autóbaleset következtében. 
Shannon Shaker Heights-ban járt iskolába, a St. Dominic School-ba, majd a gates mills-i Hawken School-ban folytatta tanulmányait. 1987-ben érettségizett dráma szakkörből a New York-i Egyetemen.
A Saturday Night Live előtt a Cravings étteremben dolgozott. Első filmszerepe Az operaház fantomja cimű musical 1989-es remake-jében volt, ahol Robert Englunddal játszott. 1991-ben volt egy kisebb szerepe a Twin Peaks sorozatban, 1993-ban az In Living Color című szkeccsműsor három epizódjában tűnt fel, szintén kisebb szerepekben.
1995-ben hívták meg a Saturday Night Live műsorba, ahol Janeane Garofalo helyére került. Shannon egyike volt azoknak, akik a műsorban maradtak (a többiek David Spade, Norm MacDonald, Mark McKinney és Tim Meadows voltak). Lorne Michaels ugyanis lecserélte a szereplőgárdát és az írókat a SNL huszonegyedik évadára (1995–1996).
Első gyerekeknek szóló könyve, a "Tilly the Trickster" 2011-ben jelent meg.
Shannon 2004. május 29.-én ment feleségül Fritz Chesnut művészhez. Két gyermekük van: Stella és Nolan.